# Fifty-Six
Fifty-Six – miasto w Stanach Zjednoczonych, w stanie Arkansas, w hrabstwie Stone.